# Donovan Promontory
Die Donovan Promontory (chinesisch 恬龙半岛 Tián lóng bàndǎo, deutsch ‚Friedlicher-Drachen-Halbinsel‘) ist ein schmales und gerade einmal bis zu 27 m hohes Vorgebirge an der Ingrid-Christensen-Küste des ostantarktischen Prinzessin-Elisabeth-Lands. Es ragt in Form einer 1,5 km langen Halbinsel im Nordosten der Halbinsel Stornes auf. Den nördlichen Ausläufer bildet die Landspitze Longyan Jiao.
Das Antarctic Names Committee of Australia benannte es 1988 nach Jeremiah Donovan, Beamter der Australian Antarctic Division zwischen 1950 und 1957, der am 7. Februar 1958 an der Anlandung einer ANARE-Mannschaft in den Larsemann Hills beteiligt war.